# Gran Concurso Internacional de Elegancia
El Gran Concurso Internacional de Elegancia es un certamen anual que se celebra en México, centrado en automóviles clásicos y de colección. Convoca a coleccionistas, entusiastas y marcas de la industria automotriz, reuniendo a más de 450 vehículos cada edición y distinguiendo a los mejores vehículos mediante el reconocimiento “Best of Show”. El evento también incluye exhibiciones, actividades culturales y presentaciones de nuevos modelos.

## Historia
Los concursos de elegancia automotriz tienen su origen en Francia a principios del siglo XX, cuando las familias exhibían sus vehículos personalizados en parques y paseos urbanos. Durante ese periodo, los vehículos se fabricaban de forma artesanal, lo que permitía una amplia personalización en elementos como los colores, tapicería, madera y accesorios. De estas exposiciones informales surgieron los primeros concursos que buscaban reconocer la mejor combinación de diseño, originalidad y estado de conservación.
En México, el Gran Concurso Internacional de Elegancia inició en 1992, promovido originalmente por el Club de Coleccionistas de Autos Jaguar. Lo que comenzó como un pequeño evento con un solo stand patrocinador se ha convertido en el principal concurso de elegancia del país.  Hacia 2025 se celebró la trigésimo séptima edición, los días 26 y 27 de abril en Las Caballerizas, municipio de Huixquilucan, Estado de México.
Cada edición presenta alrededor de 450-500 vehículos distribuidos en categorías regionales (mejor europeo, mejor americano y Best of Show), y cuenta con un jurado compuesto por expertos nacionales e internacionales. Además de los reconocimientos principales, se otorgan premios especiales a restauración, diseño y originalidad, celebrando la preservación y restauración de los autos históricos.

## Ediciones destacadas

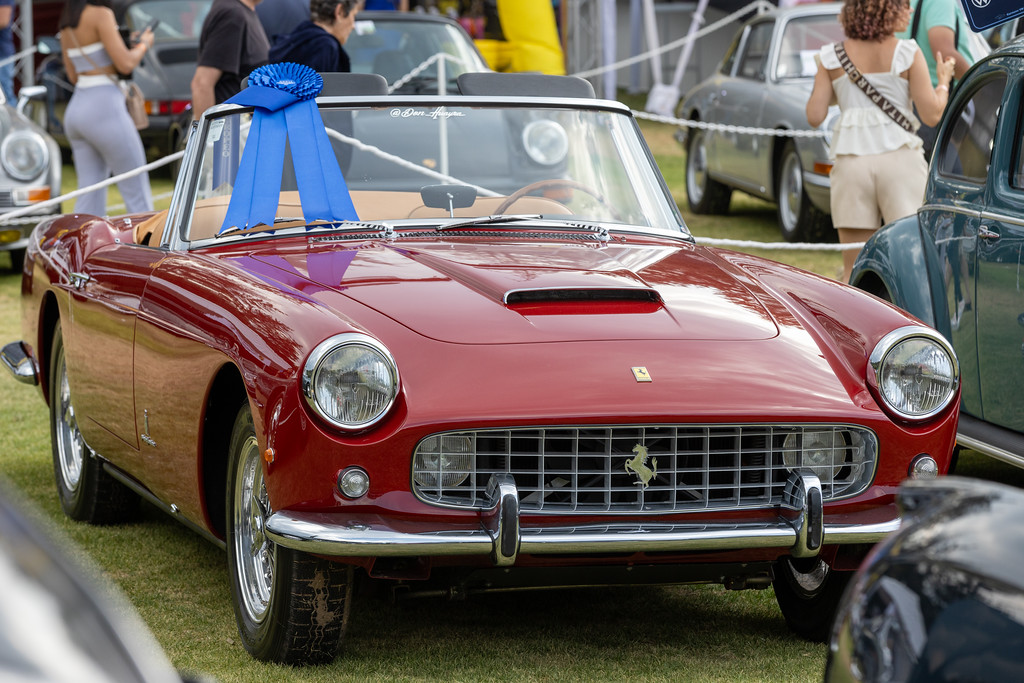
Ferrari 250 GT II Cabrio 1960 - Mejor Europeo y Best of Show 2024

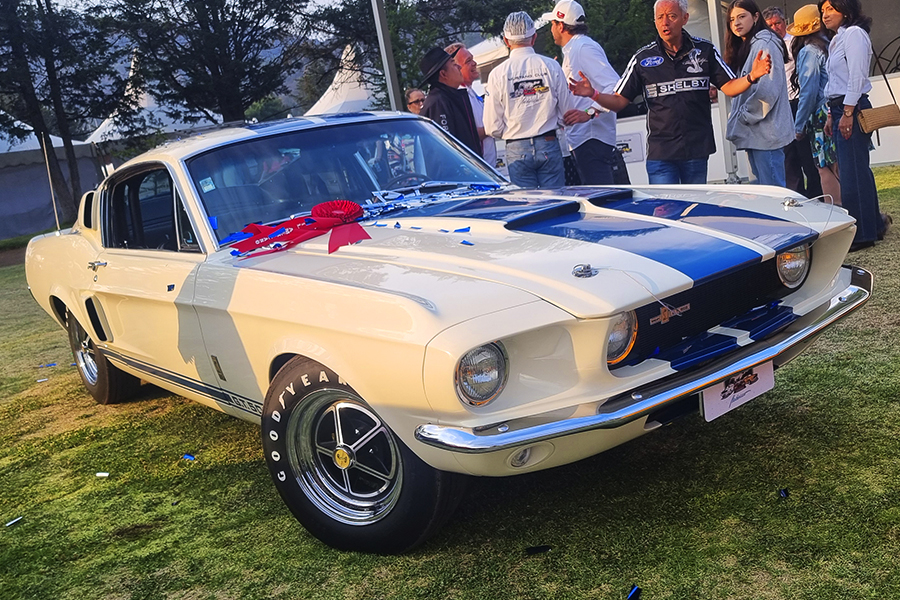
Ford Mustang Shelby 1967 - Mejor Americano 2024

- XXXVII (2025): Se esperaban más de 500 vehículos, 20 clubes participantes y la presentación de un tributo a Alemania con más de 50 autos emblemáticos. Contó con atracciones como simuladores de F1, paseos en helicóptero y un pabellón deportivo coproducido con la Federación Mexicana de Automovilismo.

- XXXVI (2024): Premios principales otorgados al Ferrari 250 GT II Cabrio 1960 (Mejor automóvil europeo y Best of Show) y al Ford Mustang Shelby 1967 (Mejor automóvil americano).

Este evento también ha incrementado significativamente su asistencia: en 2025 congregó a más de 20 000 visitantes y contó con más de 20 clubes participantes. 

## Financiación, patrocinadores y expositores
El concurso está patrocinado por fabricantes automotrices como Mitsubishi Motors, Subaru y Qualitas, así como por agrupaciones como Comisión Nacional Vintage y el Club de Coleccionistas de Autos Jaguar. Las áreas de exhibición incluyen:
- Pabellón Alemán (más de 50 vehículos, homenaje a la ingeniería automotriz de ese país).
- Pabellón Deportivo (autos de competición avalados por la Federación Mexicana de Automovilismo). [6]

Las marcas colaboran en la organización mediante stands y experiencias interactivas, con objetivos promocionales y de contacto directo con el público. Asimismo, el concurso fomenta la restauración automotriz, generando empleos y desarrollo de habilidades técnicas.

## Formato y reglamento
Los vehículos inscritos deben cumplir con los siguientes requisitos: 
- Ser automóviles con una antigüedad mínima de 40 años (fabricados hasta 1984), en excelentes condiciones de conservación, originalidad o restauración fiel a fábrica.
- También pueden inscribirse motocicletas con características similares, así como vehículos especiales (fabricados hasta 1974) en exhibición sin participar directamente en el concurso.
- Los automóviles deportivos modernos pueden exhibirse pero no concursan.

Las inscripciones se realizan entre febrero y marzo, y la lista oficial de vehículos aceptados se publica en abril, unas semanas antes del evento.

## Actividades y programa
Durante dos días, el evento presenta un programa que incluye:
- Exhibición de los vehículos participantes y premiaciones.
- Actividades complementarias: presentaciones musicales, desfiles de moda, subastas, gastronomía, homenajes y experiencias especiales (simuladores, paseos en helicóptero).
- Presentación de modelos y tecnologías nuevas por marcas automotrices.